# 浅利勝頼
浅利 勝頼（あさり かつより）は、戦国時代から安土桃山時代にかけての武士。

## 略歴
比内浅利氏は出羽国比内郡の国人。甲斐源氏庶流で甲斐国八代郡浅利郷に拠った浅利氏の庶流。
勝頼は浅利則頼の子として誕生。兄則祐との確執から、永禄5年（1562年）に宿敵である檜山安東氏と通じて裏切り、兄を自害に追い込んだ。自身は、兄の跡を継いで当主として収まった。それまでの支城に加え、新たに大館城を築き、北の守りとして城下に独鈷衆を配置した町割りを行った。
天正10年（1582年）、檜山安東氏に招かれた宴席で暗殺され、比内浅利氏は瓦解する。